# Bodie och Brock Thoene
Bodie och Brock Thoene (födda 1951 resp. 1952) är ett amerikanskt författarpar som skriver kristna historiska romaner, ofta om Israels historia med sionistiska teman. De har mottagit åtta Gold Medallion Awards från Evangelical Christian Publishers Association. Bodie skriver böckerna och hennes make Brock gör historisk research och hjälper till med storyn. På tidigare utgåvor av böckerna var ofta bara Bodies namn på bokomslaget.
Paret gick i samma skola i Bakersfield, Kalifornien som barn. Bodie hade svårigheter i skolan och diagnostiserades senare med dyslexi. De började dejta under sista året i high school men gjorde sedan slut men återförenades en tid senare och gifte sig. I mitten av 1970-talet skrev Bodie boken The Fall Guy, 30 Years As The Duke's Double tillsammans med John Waynes stuntman Chuck Roberson. Hon arbetade för Wayne på dennes bolag Batjac Productions.
Bland Thoenes romanserier finns Zion Chronicles om staten Israels grundande, Zion Covenant, om upptakten till andra världskriget, samt A.D. Chronicles. Deras söner Jake och Luke Thoene är också författare och de har även en dotter, Rachel.